# علي بن سليمان التميمي

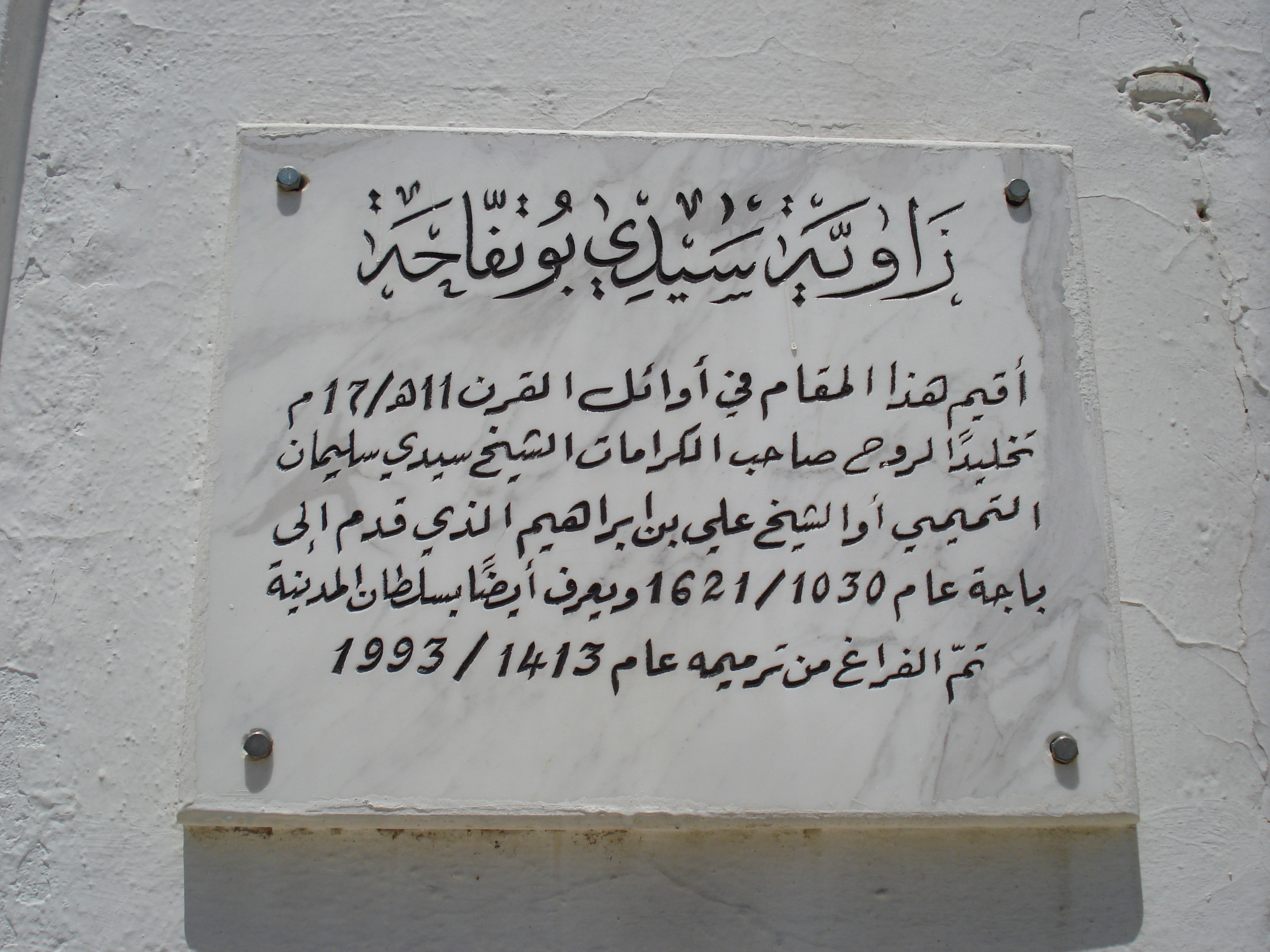
لافتة زاوية سيدي بوتفاحة بباجة (تونس)

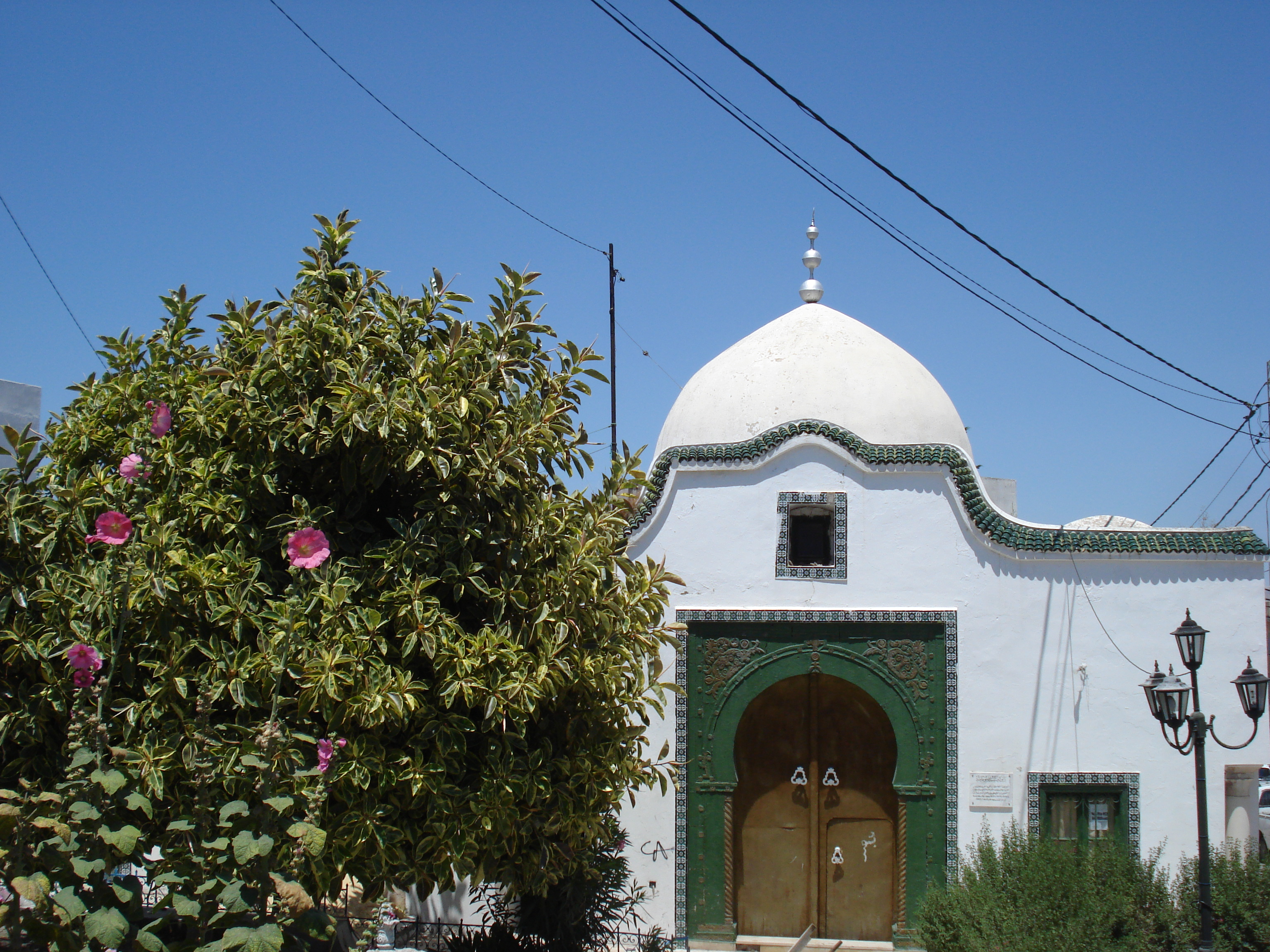
زاوية سيدي بوتفاحة بباجة (تونس)

علي بن سليمان التميمي أو سيدي بُوتُفّاحَة (ويعرف في مدينة باجة التونسية بلقب سلطان المدينة) هو شيخ وولي صالح قَدِمَ إلى مدينة باجة عام 1030 هـ الموافق لعام 1621 م، وهو في سن العاشرة.

## وصلات خارجية
- (بالفرنسية) سيدي بوتفاحة على موقع جمعية صيانة المدينة بباجة.
- (بالفرنسية) باجة: زاوية سيدي بوتفاحة على موقع صحيفة لابراس التونسية.